# Bockmurtjärnen
Bockmurtjärnen är en sjö i Gävle kommun i Gästrikland och ingår i Skärjån-Hamrångeåns kustomåde. Bockmurtjärnen ligger i Axmar-Gåsholma Natura 2000-område.